# Joe Moakley

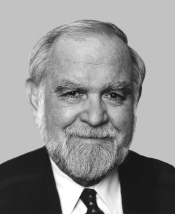
Joe Moakley

John Joseph „Joe“ Moakley (* 27. April 1927 in Boston, Massachusetts; † 28. Mai 2001 in Bethesda, Maryland) war ein US-amerikanischer Politiker. Zwischen 1973 und 2001 vertrat er den Bundesstaat Massachusetts im US-Repräsentantenhaus.

## Werdegang
Nach der Grundschule diente Joe Moakley in den Jahren 1943 bis 1946 während des Zweiten Weltkrieges in der US Navy. Von 1950 bis 1951 studierte er an der University of Miami in Florida. Nach einem anschließenden Jurastudium an der Suffolk University Law School in Boston und seiner 1957 erfolgten Zulassung als Rechtsanwalt begann er in diesem Beruf zu arbeiten. Gleichzeitig schlug er als Mitglied der Demokratischen Partei eine politische Laufbahn ein. Zwischen 1953 und 1963 war er Abgeordneter im Repräsentantenhaus von Massachusetts; von 1964 bis 1970 gehörte er dem Staatssenat an. Im August 1968 war er Delegierter zur Democratic National Convention in Chicago. Von 1971 bis 1973 saß er im Stadtrat von Boston. Im Jahr 1970 kandidierte er noch erfolglos für den Kongress.
Bei den Kongresswahlen des Jahres 1972 wurde Moakley als unabhängiger Kandidat im neunten Wahlbezirk von Massachusetts in das US-Repräsentantenhaus in Washington, D.C. gewählt, wo er am 3. Januar 1973 die Nachfolge von Louise Day Hicks antrat. Nach 14 Wiederwahlen als Kandidat der Demokratischen Partei konnte er bis zu seinem Tod im Kongress verbleiben. Zwischen 1989 und 1995 war er Vorsitzender des Geschäftsordnungsausschusses. In seine Amtszeit fielen unter anderem das Ende des Vietnamkrieges und die Watergate-Affäre. Er starb am 28. Mai 2001 in Bethesda.